# Мобил (компания)
«Мобил», «Мобил Ойл» (англ. Mobil, Mobil Oil) — крупная американская корпорация, одна из главных нефтяных компаний, ведущая добычу нефти, её перевозку и переработку более 140 лет. Была основана в 1882 году как «Стандарт Ойл Компани оф Нью-Йорк» (англ. Standard Oil Company of New York, или сокращённо англ. SOCONY). C 1931 года была известна как «Сокони вакуум ойл» (англ. Socony Vacuum Oil). В 1999 году объединилась с компанией «Эксон» (англ. Exxon). В настоящее время товарный знак Mobil является основным в объединённой компании ExxonMobil.
К началу 1990-х годов корпорация по объёму продаж занимала второе место в США. Полностью контролировала или имела долевое участие более чем в 350 компаниях. Основные виды деятельности были сосредоточены в трёх дочерних компаниях: Mobil Oil Corp., Container Corporation of America и Montgomery Ward and Co. Основной вид деятельности: разведка, добыча, переработка, транспортировка и сбыт нефти, производство нефтепродуктов, химических товаров, добыча газа. Основные месторождения, на которых работает компания находятся в США, Канаде, Индонезии, Северном море. Кроме того компания занималась добычей угля, урановой руды. Компания владела 40 океанскими танкерами с общим дедвейтом 6,1 млн тонн. Имеет собственные трубопроводы протяжённостью 55,8 тысяч километров, из которых около 90 % (49,8 тысяч километров) расположены на территории Соединённых Штатов Америки.
Дочерняя компания Container Corporation of America выпускала контейнеры для морских перевозок, различные упаковочные материалы.
Другая дочерняя компания Montgomery Ward and Co. в 1980-е годы являлась одним из крупнейших в мире сетевых ретейлеров с торговой маркой Montgomery Ward, который объединял около 400 универсальных магазинов в 42 штатах на территории США.